# Lista de filmes com temática LGBT de 1995
Esta é uma lista de filmes que contém personagens e/ou temática lésbica, gay, bissexual, ou transgênera lançados em 1995.
| Título                                                    | Diretor                                     | País                                 | Gênero                      | Elenco | Anotações |
| --------------------------------------------------------- | ------------------------------------------- | ------------------------------------ | --------------------------- | --- | --- |
| The 28th Instance of June 1914 10:50 a.m.                 | Barbara Politsch                            | EUA                                  | Documentário                | David McDermott, Peter McGough, Quentin Crisp                                                                                 | Um casal gay de artistas do East Village escolhem vestir a moda de 100 anos atrás                                                                                            |
| 3 Steps to Heaven                                         | Constantine Giannaris                       | Reino Unido                          | Drama                       | Katrin Cartlidge, Frances Barber, Stuart Laing, James Fleet, Con O'Neill, Bridget Brammall, Siobhan Burke                     | Uma mulher se disfarça para encontrar as últimas pessoas a ver seu namorado vivo                                                                                             |
| 301/302                                                   | Park Chul-soo                               | Coreia do Sul                        | Mistério, Terror            | Pang Eun-jin, Hwang Shin-hye, Kim Choo-ryeon                                                                                  | |
| Adão e Eva                                                | Joaquim Leitão                              | Portugal, Espanha, França            | Drama                       | Maria de Medeiros, Joaquim de Almeida, Karra Elejalde, Ana Bustorff, Cristina Carvalhal, Marcantonio Del Carlo                | |
| Afrique, Mon Afrique...                                   | Idrissa Ouédraogo                           | França                               | Drama                       | Ismaël Lô, Assita Ouedraogo, Georgette Paré, Naky Sy Savane                                                                   | Um fazendeiro africano que quer ser músico deixa seu vilarejo e família para procurar sua fortuna                                                                            |
| All Men are Liars                                         | Gerard Lee                                  | Austrália                            | Comédia                     | Toni Pearen, David Price, John Jarratt, Jamie Peterson, Carmen Tanti, Ken Billett                                             | [ 4 ] |
| Alpsee                                                    | Matthias Müller                             | Alemanha                             | Curta                       | Christina Essenberger, Victor Helpap                                                                                          | Mostra os estágios da chegada da maturidade de um garoto |
| Amour, Toujours...                                        | Gabriel de Monteynard                       | França                               | Curta, Romance              | Felipe Catalano, Thierry Serva                                                                                                | Uma homenagem homoerótica aos filmes mudos do começo do século |
| Anatomy of Desire                                         | Peter Tyler Boullata, Jean-François Monette | Canadá                               | Documentário                | Elissa Bernstein, Brad Fraser                                                                                                 | Examina como a ciência e as políticas sociais constroem nossas noções da homossexualidade                                                                                    |
| Antonia                                                   | Marleen Gorris                              | Países Baixos                        | Drama, Comédia              | Willeke van Ammelrooy, Els Dottermans, Jan Decleir, Victor Löw, Johan Heldenbergh, Dora van der Groen                         | [ 8 ] |
| Art for Teachers of Children                              | Jennifer Montgomery                         | EUA                                  | Drama, Romance              | Caitlin Grace McDonnell, Bryan Keane, Jennifer Montgomery, Lisa Anomaiprasert, Coles Burroughs                                | [ 9 ] |
| Así se Quiere en Jalisco                                  | Agustín Calderón                            | México                               | Curta                       | Rodolfo Arias, Gabriela Canudas                                                                                               | Um triângulo amoroso tem um final inesperado |
| An Awfully Big Adventure                                  | Mike Newell                                 | Reino Unido                          | Comédia, Drama              | Alan Rickman, Hugh Grant, Georgina Cates, Alun Armstrong, Peter Firth, Carol Drinkwater, Rita Tushingham,                     | Baseado no romance homônimo de Beryl Bainbridge |
| Ballot Measure 9                                          | Heather MacDonald-Rouse                     | EUA                                  | Documentário                | | Sobre a Aliança dos Cidadãos de Oregon, organização anti-gay que em 1992 tentou revogar a lei que protegia gays e lésbicas da discriminação                                  |
| Before You Go                                             | Nicole Betancourt                           | EUA                                  | Documentário                | Jeanne Betancourt, Nicole Betancourt                                                                                          | Sobre o pai da diretora, que faleceu em decorrência da AIDS |
| Bent Out of Shape                                         | Orla Walsh                                  | Irlanda                              | Curta, Drama                | Paul Batt, Dawn Bradfield, Karl Byrne, Siobhan Carmody, Helen Casey, Kate Cleary                                              | Um punk gay faz amizade com um garoto que sofre bullying |
| Bienvenido-Welcome                                        | Gabriel Retes                               | México                               | Comédia, Drama              | Gabriel Retes, Luis Felipe Tovar, Jesse Borrego, Fernando Arau, Juan Claudio Retes                                            | Durante uma viagem de negócios, um homem tem um encontro sexual com uma loira que deixa a mensagem "Bem-vindo ao mundo da SIDA"                                              |
| Big Sister 2000                                           | Donald G. Jackson, Scott Shaw               | EUA                                  | Ficção Científica           | Heather Baker, Julie Strain, Nicholas Celozzi, Allison Johnson, Jill Kelly, Sheila Redgate                                    | Guiadas por um espírito misterioso, prisioneiras de uma prisão futurística tentam sobreviver                                                                                 |
| Black Nations/Queer Nations?                              | Shari Frilot                                | EUA                                  | Documentário                | Essex Hemphill, Kobena Mercer, Barbara Smith, Urvashi Vaid, Jacqui Alexander                                                  | Documenta a conferência sobre a sexualidade na diáspora africanas |
| Black Sheep Boy                                           | Michael Wallin                              | EUA                                  | Curta, Fantasia             | Stuart Cataldo, Drew Daniel, Peter Dunaj, Andrew Durham, Troy Gaspard, Miguel Gutierrez                                       | [ 17 ] |
| Blond Fury                                                | Lee Bennett Sobel                           | EUA                                  | Curta                       | | Duas donas de casa de Nova Jersey tentam resgatar seus maridos raptados e acabam se apaixonando no caminho                                                                   |
| Bloodknot                                                 | Jorge Montesi                               | EUA                                  | Suspense, Drama             | Margot Kidder, Allan Royal, Ashleigh Ann Wood, Patrick Dempsey, Krista Bridges, Kate Vernon                                   | O luto de uma família é interrompido quando uma mulher aparece dizendo que era a noiva do falecido                                                                           |
| Bloodsisters                                              | Michelle Handelman                          | EUA                                  | Documentário                | Tala Brandeis, Pat Califia, J.C. Collins, Queen Cougar, David Dakota, Talyn Silver Grizzly                                    | Sobre a comunidades BDSM e Leather lésbicas de São Francisco |
| The Body of a Poet: A Tribute to Audre Lorde              | Sonali Fernando                             | Reino Unido                          | Biográfico                  | | Um grupo de jovens lésbicas criam um tributo para a poetisa Audre Lorde |
| Boys on the Side                                          | Herbert Ross                                | EUA, França                          | Comédia, Drama              | Whoopi Goldberg, Mary-Louise Parker, Drew Barrymore, Matthew McConaughey, James Remar, Billy Wirth, Anita Gillette            | |
| I buchi neri                                              | Pappi Corsicato                             | Itália                               | Comédia, Drama              | Iaia Forte, Vincenzo Peluso, Manuela Arcuri, Marinella Anaclerio, Paola Iovinella, Anna Avitabile                             | Um homossexual se apaixona por uma prostituta |
| Bugis Street (妖街皇后)                                   | Yonfan                                      | Singapura, Hong Kong                 | Drama                       | Hiep Thi Le, Michael Lam, Greg-O, Ernest Seah, David Knight, Maggie Lye, Gerald Chen, Mavia, Sofia                            | Sobre a vida de pessoas trans em Singapura |
| Butterfly Kiss                                            | Michael Winterbottom                        | Reino Unido                          | Drama                       | Amanda Plummer, Saskia Reeves, Kathy Jamieson, Des McAleer, Lisa Riley, Freda Dowie, Paula Tilbrook                           | |
| Bye-Bye                                                   | Karim Dridi                                 | França, Bélgica, Suíça               | Drama                       | Sami Bouajila, Nozha Khouadra, Philippe Ambrosini, Ouassini Embarek, Sofiane Madjid Mammeri                                   | Dois irmãos imigram da Tunísia para Marselha |
| La cage aux zombies                                       | Kelly Hughes                                | EUA                                  | Comédia, Terror             | Cathy Roubal, Eric Gladsjo, J.R. Clarke, Llana Lloyd, Kitten Natividad                                                        | Uma paródia zumbi do filme La cage aux folles de 1978 |
| El callejón de los milagros                               | Jorge Fons                                  | México                               | Drama                       | Ernesto Gómez Cruz, María Rojo, Salma Hayek, Bruno Bichir, Delia Casanova, Margarita Sanz                                     | Lida com assuntos como tópicos gays e lésbicos, e a vida de pessoas com baixa renda da Cidade do México                                                                      |
| Carrington                                                | Christopher Hampton                         | Reino Unido, França                  | Biográfico, Drama           | Emma Thompson, Jonathan Pryce, Steven Waddington, Samuel West, Rufus Sewell, Penelope Wilton, Janet McTeer                    | Sobre a vida da pintora Dora Carrington, e mostra sua relação com o autor homossexual Lytton Strachey                                                                        |
| The Celluloid Closet                                      | Rob Epstein, Jeffrey Friedman               | França, Reino Unido, Alemanha, EUA   | Documentário                | Lily Tomlin (narradora), Jay Presson Allen, Quentin Crisp, Tony Curtis, Arthur Laurents, Armistead Maupin, Whoopi Goldberg    | |
| El Censor                                                 | Eduardo Calcagno                            | Argentina                            | Drama                       | Ulises Dumont, Patricio Contreras, Lorenzo Quinteros, Kika Child                                                              | Segue um homem encarregado de censurar filmes durante a ditadura militar argentina                                                                                           |
| La Cérémonie                                              | Claude Chabrol                              | França, Alemanha                     | Drama                       | Sandrine Bonnaire, Isabelle Huppert, Jean-Pierre Cassel, Jacqueline Bisset, Virginie Ledoyen, Valentin Merlet                 | Uma empregada tímida e analfabeta faz amizade com uma carteira que a encoraja a se defender contra seus patrões burgueses                                                    |
| Chickula: Teenage Vampire                                 | Angela Robinson                             | EUA                                  | Curta, Comédia              | | Uma paródia de filmes de horror dos anos 50 sobre uma vampira lésbica |
| Chinese Chocolate                                         | Yan Cui                                     | Canadá                               | Drama                       | Yan Cui, Diana Pang, Wang Bozhao                                                                                              | Duas mulheres chinesas procuram amor fora de seu país |
| The Chocolate Acrobat                                     | Tessa Sheridan                              | Reino Unido                          | Curta, Fantasia, Drama      | Sasha Hails, Una Brandon-Jones, Helen Schlesinger                                                                             | Uma idosa ex-acrobata em uma casa de repouso se envolve com uma enfermeira com poderes misteriosos                                                                           |
| Climate for Murder                                        | Albert Nerenberg                            | Canadá                               | Documentário                | Douglas Buckley-Couvrette, Andre Faivre, Matthew Hays, Bill Ryan, Pierre Sangollo                                             | Segue o caso de um homem gay que foi assassinado em um ônibus público de Montreal                                                                                            |
| Le Confessionnal                                          | Robert Lepage                               | Canadá                               | Drama                       | Lothaire Bluteau, Patrick Goyette, Jean-Louis Millette, Kristin Scott Thomas, Ron Burrage, Suzanne Clément                    | |
| Copycat                                                   | Jon Amiel                                   | EUA                                  | Suspense, Policial          | Sigourney Weaver, Holly Hunter, Will Patton, William McNamara, Harry Connick Jr., J.E. Freeman                                | |
| Corps Inflammables                                        | Jacques Maillot                             | França                               | Curta                       | Olivier Py, Aurelie Rusterholtz, Philippe Demarle, Céline Carrère                                                             | Segue um círculo amoroso |
| Las cosas del querer 2ª parte                             | Jaime Chávarri                              | Espanha, Argentina                   | Musical                     | Ángela Molina, Manuel Bandera, Darío Grandinetti, Amparo Baró, Susú Pecoraro                                                  | trad. As Coisas do Amor 2 Uma continuação do filme Las cosas del querer de 1989                                                                                              |
| Costa Brava                                               | Marta Balletbò-Coll                         | Espanha                              | Comédia, Romance            | Desi del Valle, Marta Balletbò-Coll, Montserrat Gausachs, Joseph Maria Brugues, Ramón Marí                                    | Uma guia turística de Barcelona começa um relacionamento com uma professora americana                                                                                        |
| A Day in the Life of a Bull-Dyke                          | Shawna Dempsey, Lorri Millan                | Canadá                               | Curta                       | | Sobre uma açougueira que encontra a paixão e um propósito |
| Delta of Venus                                            | Zalman King                                 | EUA                                  | Drama, Erótico, Histórico   | Audie England, Costas Mandylor, Bernard Zette, Eric Da Silva, Rory Campbell, Adewale Akinnuoye-Agbaje                         | trad. Delta de Vênus |
| Derevyannaya Komnata (Деревянная комната)                 | Evgeny Yufit, Vladimir Maslov               | Rússia                               | Drama                       | Tatyana Verkhovskaya, Vladimir Maslov, Igor Bezrukov, Sergey Tsvetkov, Vasili Deryagin, Denis Kuzmin                          | [ 36 ] |
| Devotion                                                  | Mindy Kaplan                                | EUA                                  | Romance, Drama              | Jan Derbyshire, Kate Twa, Cindy Girling, Eileen Barrett                                                                       | Uma comediante lésbica consegue seu próprio programa televisivo, mas a oportunidade requer total comprometimento                                                             |
| Ding Dong                                                 | Todd Hughes                                 | EUA                                  | Curta                       | Shawm Brydon, Marya Dosti, Mary Scheer, Sandra Kinder, Jennifer Campbell, Debbie King, Lisa Beezley                           | Sobre um casal de assassinas em série |
| Divine: Shoot Your Shot                                   |                                             | Reino Unido                          | Show                        | Divine | Dois shows ao vivo de 1983 da drag queen Divine em Manchester |
| The Doom Generation                                       | Gregg Araki                                 | EUA                                  | Comédia, Drama, Crime       | James Duval, Rose McGowan, Johnathon Schaech, Dustin Nguyen, Margaret Cho, Parker Posey, Christopher Knight                   | trad. Geração Maldita |
| Draghoula                                                 | Bashar Shbib                                | Canadá                               | Terror                      | Stephanie Seidle, Chriss Lee, Robyn Rosenfeld, Victoria Barkoff, Bobo Vian, Kathy Slamen                                      | Um jovem cientista é mordido por um rato e se transforma em um vampiro drag                                                                                                  |
| Dupe od mramora                                           | Želimir Žilnik                              | Serbia                               | Drama, Comédia, Guerra      | Vjeran Miladinović, Milja Milenković, Nenad 'Džoni' Racković, Aleksandar Brujić, Nenad Milenković Sanela, Lidija Stevanović   | [ 42 ] |
| Eko Eko Azaraku                                           | Shimako Satō                                | Japão                                | Terror                      | Kimika Yoshino, Miho Kanno, Shu-Ma, Naozumi Takahashi, Ryoka Yuzuki, Mio Takaki                                               | Uma adolescente tenta impedir forças sobrenaturais maléficas de tomar sua nova escola                                                                                        |
| En el paraíso no existe el dolor                          | Víctor Saca                                 | México                               | Drama                       | Miguel Ángel Ferriz, Evangelina Elizondo, Fernando Leal, Claudia Frías, Enrique Páez, Magdalena Hidalgo                       | Sobre a imersão catártica de um homem gay no submundo de Monterrei após a morte relacionada a AIDS de seu namorado                                                           |
| Es ist Nicht Gut in Einem Menschenleib zu Leben           | Peter Buchka                                | Alemanha                             | Documentário                | Rainer Werner Fassbinder | Usa vários trechos de filmes e entrevistas do cineasta Rainer Werner Fassbinder para analisar sua personalidade radical                                                      |
| Fanci's Persuasion                                        | Charles Herman-Wurmfeld                     | EUA                                  | Comédia                     | Jessica Patton, Boa, Justin Bond, Robert Coffman, Charles Herman-Wurmfeld, Alyssa Wendt, Rebecca Wink                         | Um dia antes do casamento de duas mulheres, uma série de crises põe a cerimônia em risco                                                                                     |
| Fiction and Other Truths: A Film About Jane Rule          | Lynne Fernie, Aerlyn Weissman               | Canadá                               | Curta, Documentário         | Jane Rule | Sobre a escritora e ativista anti-censura lésbica Jane Rule |
| Fiesta                                                    | Pierre Boutron                              | França                               | Drama                       | Jean-Louis Trintignant, Grégoire Colin, Marc Lavoine, Laurent Terzieff, Dayle Haddon, Jean-Philippe Écoffey                   | Quando tem início a Guerra Civil Espanhola, uma adolescente é colocado por seu pai militar em um batalhão comandado por um coronel cínico e abertamente gay                  |
| Flirt                                                     | Hal Hartley                                 | Japão, EUA, Alemanha                 | Drama                       | Martin Donovan, Dwight Ewell, Geno Lechner, Parker Posey, Bill Sage, Miho Nikaido, Hal Hartley, Toshizo Fujiwara              | |
| Fotos del alma                                            | Diego Musiak                                | Argentina                            | Drama                       | Jorge Díez, María Laura León, China Zorrilla, Ulises Dumont, Patricio Contreras, Jorge Mayor, Miguel Ángel Solá               | O casamento de um jovem casal entra em colapso quando o marido descobre que é soropositivo                                                                                   |
| Frantz Fanon: Black Skin, White Mask                      | Isaac Julien                                | Reino Unido                          | Documentário                | Colin Salmon, Halima Daoud, Noirin Ni Dubhgaill, Amir M. Korangy, Al Nedjari, Rachida Rahal                                   | trad. Frantz Fanon: Pele Negra, Máscara Branca Explora a vida e o trabalho do ativista e psicanalista teórico Frantz Fanon                                                   |
| Frisk                                                     | Todd Verow                                  | EUA                                  | Drama                       | Michael Gunther, Craig Chester, Michael Stock, Raoul O'Connell, Jaie Laplante, Parker Posey, Alexis Arquette                  | Um jovem começa a explorar suas violentas fantasias sexuais quando ele conhece um masoquista                                                                                 |
| From the Journals of Jean Seberg                          | Mark Rappaport                              | EUA                                  | Documentário                | Jean Seberg, Mary Beth Hurt                                                                                                   | Sobre a atriz Jean Seberg, apresentado em primeira pessoa |
| Gazon maudit                                              | Josiane Balasko                             | França                               | Comédia                     | Victoria Abril, Josiane Balasko, Alain Chabat, Ticky Holgado, Catherine Hiegel, Michèle Bernier, Catherine Samie, Miguel Bosé | |
| Gentle Giants                                             | Bruce Weber                                 | EUA                                  | Curta                       | | Mostra o amor do diretor por celebridades dos anos 50, cachorros terra-nova, e a forma física masculina                                                                      |
| Get Over It                                               | Nick Katsapetses                            | EUA                                  | Comédia, Drama              | Christian Canterbury, Dave McCrea, Deborah Cordell                                                                            | Os amigos de um homem que acaba de ser largado pelo namorado tentam animá-lo, mas as coisas desandam                                                                         |
| Gonin                                                     | Takashi Ishii                               | Japão                                | Drama, Crime                | Kōichi Satō, Masahiro Motoki, Jinpachi Nezu, Kippei Shiina, Naoto Takenaka, Megumi Yokoyama, Eiko Nagashima                   | trad. O Massacre O dono de uma boate falida junta um grupo de homens completamente diferentes para roubar da Yakuza                                                          |
| The Grotesque                                             | John-Paul Davidson                          | Reino Unido                          | Comédia, Drama, Mistério    | Alan Bates, Theresa Russell, Sting, Lena Headey, Jim Carter, Anna Massey                                                      | trad. Grotesque - Mistério e Assassinato Um mordomo seduz o futuro gênro de seu patrão pouca antes de este desaparecer                                                       |
| Headless Body in Topless Bar                              | James Bruce                                 | EUA                                  | Comédia, Terror             | Raymond J. Barry, Rustam Branaman, Jennifer MacDonald, Taylor Nichols, Paul Williams, David Selby, April Grace                | trad. Assassinato num bar de strip-tease |
| The Heidi Chronicles                                      | Paul Bogart                                 | EUA                                  | Drama                       | Jamie Lee Curtis, Tom Hulce, Peter Friedman, Kim Cattrall, Eve Gordon, Sharon Lawrence                                        | Adaptação da peça homônima de |
| Hezyonot                                                  | Galit Rozen                                 | Israel                               | Curta, Ficção Científica    | Ronen Avni, Galit Rozen, Nili Weissberg                                                                                       | Aliens visitam a Terra |
| Higher Learning                                           | John Singleton                              | EUA                                  | Drama                       | Omar Epps, Kristy Swanson, Michael Rapaport, Jennifer Connelly, Ice Cube, Jason Wiles, Tyra Banks                             | Jovens de países, raças, e vivências diferentes convergem em uma universidade fictícia                                                                                       |
| Historias del Kronen                                      | Montxo Armendáriz                           | Espanha                              | Drama                       | Juan Diego Botto, Jordi Mollà, Eduardo Noriega, Aitor Merino, Armando del Río, Diana Gálvez                                   | Um jovem estudante vai encontrar um amigo em um bar |
| Home for the Holidays                                     | Jodie Foster                                | EUA                                  | Comédia, Drama              | Holly Hunter, Robert Downey Jr., Anne Bancroft, Dylan McDermott, Geraldine Chaplin, Steve Guttenberg, Claire Danes            | trad. Feriados em Família Uma mulher precisa do apoio de seu irmão gay ao visitar sua família no feriado de Ação de Graças                                                   |
| Hotel y domicilio                                         | Ernesto Del Río                             | Espanha                              | Drama, Suspense             | Jorge Sanz, Santiago Ramos, Enrique San Francisco, Anabel Alonso, Ramón Barea                                                 | Um legista é abandonado por seu companheiro, decide procurar a ajuda de seu vizinho psiquiatra, e acaba se envolvendo em um assassinato                                      |
| The Incredibly True Adventure of Two Girls in Love        | Maria Maggenti                              | EUA                                  | Romance, Comédia, Drama     | Laurel Holloman, Nicole Ari Parker, Maggie Moore, Kate Stafford, Sabrina Artel, Nelson Rodríguez                              | |
| In Haßliebe Lola                                          | Lothar Lambert, Dagmar Beiersdorf           | Alemanha                             | Comédia                     | Dagmar Beiersdorf, Lothar Lambert, Marion Michael, Baduri, Renata Soleymany, Erika Rabau                                      | Uma estrela trans é visitada em seu camarim por um jovem turco |
| In the Bleak Midwinter                                    | Kenneth Branagh                             | Reino Unido                          | Comédia, Romance            | Michael Maloney, Richard Briers, Joan Collins, Nicholas Farrell, Julia Sawalha, Celia Imrie                                   | trad. Sonhos de Uma Noite de Inverno |
| Jackson: My Life... Your Fault                            | Duncan Roy                                  | Reino Unido                          | Curta                       | Benjamin Soames, Richard Wellings-Thomas, Simon Sherlock, Joe Peluso, Leise Bokelman                                          | Um jovem tem que decidir entre sua mãe superprotetora ou seu novo namorado                                                                                                   |
| Jade                                                      | William Friedkin                            | EUA                                  | Suspense, Mistério          | David Caruso, Linda Fiorentino, Chazz Palminteri, Michael Biehn, Richard Crenna, Angie Everhart                               | [ 67 ] |
| Jeffrey                                                   | Christopher Ashley                          | EUA                                  | Comédia, Drama              | Steven Weber, Michael T. Weiss, Patrick Stewart, Bryan Batt, Christine Baranski, Victor Garber                                | trad. Jeffrey - De Caso Com a Vida Sobre um homem gay vivendo em Nova York no ápice da crise da AIDS                                                                         |
| Jenipapo                                                  | Monique Gardenberg                          | Brasil, EUA                          | Drama                       | Otávio Augusto, Patrick Bauchau, Jackson Costa, Henry Czerny, Daniel Dantas, Júlia Lemmertz                                   | Um dos personagens centrais, um padre, tem um namorado, porém não é o foco da história, este sendo a reforma agrária no recôncavo baiano                                     |
| Ji Mo Fang Xin Ju Le Bu (寂寞芳心俱乐部)                  | Yee Chin-Yen                                | Taiwan                               | Drama                       | Yang Kuei-Mei, Neil Peng, Joy Yi-Chun Pan, Pai Bing-Bing                                                                      | Uma contadora de meia idade; frustrada com sua filha, marido, e sogra; começa a imaginar um caso com seu colega de trabalho, que é gay                                       |
| The Judy Spots                                            | Sadie Benning                               | EUA                                  | Curta                       | Kathleen Hanna, Sadie Benning                                                                                                 | Cinco esquetes onde um fantoche de papel machê reflete sobre sua existência                                                                                                  |
| Karyudo-Tachi No Shokkaku (狩人たちの触覚)                | Hisayasu Satô                               | Japão                                | Mistério, Crime             | Naoto Yoshimoto ,Takeshi Itô, Yoji Tanaka, Kiyomi Itō, Kimitake Hiraoka, Kyosuke Sasaki                                       | Um detetive investiga uma série de assassinatos de homossexuais |
| Kingston is Burning                                       | James Fowler                                | Canadá                               | Curta                       | Jas Morgan, Claudette Demeaner, Elexis Mann, Trudy, Naomi Woods.                                                              | Sobre a popularidade do drag na comunidade gay de Kingston nos anos 90 |
| Kommt Mausi raus?!                                        | Alexander Scherer, Angelina Maccarone       | Alemanha                             | Drama, Comédia, Romance     | Julia Richter, Nina Weniger, Alexandra Wilcke, Gisela Keiner, Inga Busch, Konstantin Graudus                                  | trad. Mausi Está Saindo?! Uma jovem lésbica deixa sua pequena cidade e se muda para Hamburgo                                                                                 |
| The Lavender Lens: 100 Years of Celluloid Queers          | David Johnson                               | EUA                                  | Documentário                | | Uma montagem da representação LGBT na história do cinema |
| Lie Down with Dogs                                        | Wally White                                 | EUA                                  | Comédia, Romance            | Wally White, Bash Halow, James Sexton, Darren Dryden, Randy Becker, Wendy Adams                                               | trad. Amor Entre Iguais Um jovem sem dinheiro procura o homem perfeito |
| The Life and Loves of Oscar Wilde                         |                                             | Reino Unido                          | Documentário                | Martin Shaw, Merlin Holland                                                                                                   | A vida do dramaturgo e escritor Oscar Wilde, contada por seu neto |
| Lily Savage: Live And Outrageous                          | Dominic Brigstocke                          | Reino Unido                          | Show                        | Paul O'Grady, Mark Trevorrow                                                                                                  | Uma performance da 'drag queen mais querida da Grã-Bretanha', Lily Savage, filmado em Londres                                                                                |
| Limites                                                   | José Torrealba                              | Canadá                               | Documentário                | Carlos Quiroz, Albertico, Daniel Beaulieu, Trevor Tejada Bergés, Paolo Giaccometti, Dave Hérault                              | O fotógrafo peruano Carlos Quiroz revela o processo artístico por detrás da captura do nu masculino                                                                          |
| Lipton Cockton in the Shadows of Sodoma                   | Jari Halonen                                | Finlândia                            | Mistério, Ficção Científica | Jorma Tommila, Tarja-Tuulikki Tarsala, Hannu Huuska, Outi Mäenpää, Rauno Juvonen, Iris-Lilja Lassila                          | [ 80 ] |
| A Litany for Survival: The Life and Work of Audre Lorde   | Ada Gay Griffin, Michelle Parkerson         | EUA                                  | Documentário                | Audre Lorde | Um retrato da icônica e influente poetisa e escritora caribenha-americana lésbica Audre Lorde                                                                                |
| Live Nude Girls                                           | Julianna Lavin                              | EUA                                  | Comédia, Drama              | Dana Delany, Kim Cattrall, Cynthia Stevenson, Laila Robins, Lora Zane, Olivia d'Abo                                           | |
| Madagascar Skin                                           | Chris Newby                                 | Reino Unido                          | Comédia, Romance            | Bernard Hill, John Hannah | A desconfiança entre um jovem gay tímido e um homem mais velho aparentemente hétero evolui para um amor profundo                                                             |
| Man of the Year                                           | Dirk Shafer                                 | EUA                                  | Mocumentário, Comédia       | Dirk Shafer | Mostra a tentativa de um homem em reconciliar seu status como um sex-symbol para mulheres com sua homossexualidade                                                           |
| Mascara (마스카라)                                        | Lee Hoon                                    | Coreia do Sul                        | Drama, Crime                | Chang Du-yee, Ha Ji-na, Kim Se-yeong, Park Chan-wook                                                                          | Uma mulher trans protege seu local de trabalho de cobradores da máfia |
| Mécaniques célestes                                       | Fina Torres                                 | Bélgica, Espanha, França, Venezuela  | Drama, Comédia              | Ariadna Gil, Arielle Dombasle, Evelyne Didi, Lluís Homar, Frédéric Longbois                                                   | Uma mulher foge do altar e vai da Venezuela para Paris para realizar seu sonho e se tornar uma cantora de ópera                                                              |
| Menmaniacs – The Legacy of Leather                        | Jochen Hick                                 | Alemanha, EUA                        | Documentário                | Thomas Karasch, Hans Gerd Mertens, Michael Pereyra, Kelly Regis, Marcus Hernandez                                             | Sobre a cultura Leather e as competições International Mr. Leather e Mr. Drummer                                                                                             |
| The Midwife's Tale                                        | Megan Siler                                 | EUA                                  | Romance                     | Stacey Havener, Gayle Cohen, Carla Milford, Anthony Shaw Abaté, Ben Prager, Mitchell Anderson                                 | Duas mães contam uma história para sua filha dormir |
| Muriel fait le désespoir de ses parents                   | Philippe Faucon                             | França                               | Drama                       | Catherine Klein, Dominique Perrier, Serge Germany, David Bigiaoui, Marie Rivière, Jean-Louis Caillat                          | Uma jovem se rebela contra seus pais e vai à Paris, onde conhece e se apaixona por outra moça                                                                                |
| My Brother’s Keeper                                       | Glenn Jordan                                | EUA                                  | Drama                       | John Lithgow, Annette O'Toole, Veronica Cartwright, Zeljko Ivanek, Richard Masur, Brian Doyle-Murray                          | Um homem e seu gêmeo soropositivo processam uma seguradora que se recusa a cobrir o custo de um transplante de medula óssea                                                  |
| My Polish Waiter                                          | Terracino                                   | EUA                                  | Curta                       | Ric Cucharelli, Timothy P. Cusick, Tracy Mills, Lorraine Stobbe                                                               | Um jovem carente se apaixona por uma versão idealizada do garçom imigrante do café que frequenta                                                                             |
| Nagisa no Sindbad                                         | Ryōsuke Hashiguchi                          | Japão                                | Drama                       | Yoshinori Okada, Ayumi Hamasaki, Kōji Yamaguchi, Kumi Takada, Shizuka Isami, Kōta Kusano                                      | |
| Nervous Energy                                            | Jean Stewart                                | Reino Unido                          | Drama                       | Alfred Molina, Cal Macaninch, John McGlynn, Siobhan Redmond, Annette Crosbie                                                  | A Mania de um jovem soropositivo é agravada pela doença e ameaça seu relacionamento                                                                                          |
| Neurosia - 50 Jahre pervers                               | Rosa von Praunheim                          | Alemanha                             | Drama, Comédia              | Rosa von Praunheim, Désirée Nick, Lotti Huber                                                                                 | Uma autobiografia ficcionalizada da vida do diretor em formato de documentário                                                                                               |
| N'oublie pas que tu vas mourir                            | Xavier Beauvois                             | França                               | Drama                       | Xavier Beauvois, Chiara Mastroianni, Roschdy Zem, Bulle Ogier, Jean-Louis Richard, Emmanuel Salinger                          | |
| Ooru naito rongu: Sanji (オールナイトロング2)             | Katsuya Matsumura                           | Japão                                | Terror, Mistério, Drama     | Masashi Endô, Ryoka Yuzuki, Masahito Takahashi, Takamitsu Ôkubo, Miroku Igarashi, Keiichi Mano                                | Continuação do filme Ooru naito rongu de 1992. Um jovem programador é perseguido por uma gangue de homossexuais                                                              |
| Out in South Africa                                       | Barbara Hammer                              | África do Sul, EUA                   | Documentário                | Barbara Hammer | [ 94 ] |
| El palomo cojo                                            | Jaime de Armiñán                            | Espanha                              | Drama, Comédia              | María Barranco, Francisco Rabal, Carmen Maura, Joaquín Kremel, Valeriano Andrés                                               | Um garoto doente de 10 anos passa a viver com seus avós em 1958, e descobre sua identidade sexual                                                                            |
| Parallel Sons                                             | John G. Young                               | EUA                                  | Drama, Romance              | Gabriel Mann, Laurence Mason, Murphy Guyer, Graham Alex Johnson, Heather Gottlieb                                             | [ 96 ] |
| Paris Was a Woman                                         | Greta Schiller                              | Alemanha, Reino Unido, EUA           | Documentário                | Juliet Stevenson, Gisèle Freund, Janet Flanner                                                                                | Sobre mulheres (muitas delas lésbicas) artistas, escritoras, fotógrafas, designers, e aventureiras que se mudaram para Paris entre a Primeira e a Segunda Guerra             |
| Particularly Now, In Spring                               | Bavo Defurne                                | Bélgica                              | Curta                       | Olaf Nollen, Bart, Ignace, Sven, Tom, Adriaan, Johan, Werner De Smedt                                                         | [ 98 ] |
| Pasolini, un delitto italiano                             | Marco Tullio Giordana                       | Itália                               | Biográfico                  | Carlo DeFilippi, Nicoletta Braschi, Toni Bertorelli, Andrea Occhipinti, Victor Cavallo, Rosa Pianeta                          | Sobre o misterioso assassinato do cineasta Pier Paolo Pasolini |
| Peach                                                     | Christine Parker                            | Nova Zelândia                        | Curta                       | Tania Simon, Joel Tobeck, Don Selwyn, Lucy Lawless, Virginia Brocklehurst, Esther Davis                                       | Uma moça maori com um namorado tem um caso com outra mulher |
| Pensionat Oskar                                           | Susanne Bier                                | Suécia, Dinamarca                    | Comédia, Drama              | Loa Falkman, Stina Ekblad, Simon Norrthon, Philip Zandén, Sif Ruud, Ghita Nørby                                               | trad. Aconteceu Naquele Hotel Uma família de férias aluga uma casa na praia, e o casamento dos pais é posto a prova quando o marido se apaixona por um rapaz local           |
| Peter Allen: The Boy From Oz                              | Stephen MacLean                             | Austrália                            | Documentário                | Bette Midler, Harry Connick Jr., Bernadette Peters, Peter Allen                                                               | Sobre o artista australiano Peter Allen, que era abertamente gay |
| La Petite Mort                                            | François Ozon                               | França                               | Curta                       | François Delaive, Camille Japy, Martial Jacques, Michel Beaujard                                                              | Um artista tem um projeto: fotografar os rostos de homens durante o orgasmo                                                                                                  |
| The Pictures of Dorian Gay                                | Mike Kuchar                                 | EUA                                  | Curta                       | Earl L. Corse, Dan Turner | [ 104 ] |
| A Place in the Sun (Μία θέση στον ήλιο)                   | Constantine Giannaris                       | Grécia, Reino Unido                  | Drama                       | Stavros Zalmas, Panagiotis Tsitsas, Ilias Marmaras                                                                            | Um jovem de Atenas se apaixona por um viajante albanês |
| Playing the Part                                          | Mitch McCabe                                | EUA                                  | Curta, Documentário         | Mitch McCabe | A diretora tenta confrontar sua família |
| The Price of Love                                         | David Burton Morris                         | EUA                                  | Drama                       | Peter Facinelli, Laurel Holloman, Jay R. Ferguson, Steven Martini                                                             | Um jovem foge de casa e segue em rumo a Los Angeles |
| Le Rocher d'Acapulco                                      | Laurent Tuel                                | França                               | Drama                       | Margot Abascal, Antoine Chappey, Zinedine Soualem, Jean-Max Causse, Gaspar Noé, Simon Reggiani                                | Um homem vira o cafetão da irmã de seu ex-namorado |
| Rock N Roll Dreams                                        | Toby Ross                                   | EUA                                  | Erótico, Comédia            | Tommy Strasser, Justin Anthony, Dave Edwards, Josh Shafer, Sean White, Adam Ross                                              | Um jovem sozinho na véspera de natal conjura o fantasma do músico Gene Vincent e os dois passam uma noite sensual juntos                                                     |
| Rome désolée                                              | Vincent Dieutre                             | Itália                               | Documentário                | Vincent Dieutre | Segue um jovem gay viciado em drogas na Roma dos anos 80 |
| Ruby Fruit                                                | Takumi Kimizuka                             | Japão                                | Fantasia, Romance           | Kaho Minami, Tsugami Arimura, Jun Togawa, Ayana Inoue, Tomoko Mochizuki, Reiko Takashima                                      | Uma jovem viaja a Bali e é encarregada de matar ou convencer uma mulher a retornar ao Japão, mas ela acaba sendo um espírito imortal                                         |
| Rude                                                      | Clement Virgo                               | Canadá                               | Drama, Crime                | Maurice Dean Wint, Rachael Crawford, Richard Chevolleau, Clark Johnson                                                        | Três histórias distintas porém entrelaçadas sobre a vida de afro-canadenses em um bairro pobre de Toronto                                                                    |
| Run Barbi Run                                             | Tony Y. Reyes                               | Filipinas                            | Comédia                     | Joey de Leon, Maricel Laxa, Eraserheads                                                                                       | Um entregador de pizza testemunha um massacre e se esconde dos criminosos em um clube drag Terceiro filme da trilogia Barbi                                                  |
| Scarborough Ahoy!                                         | Tania Díez                                  | Reino Unido                          | Curta                       | Frances Barber, Con O'Neill                                                                                                   | Uma garçonete e seu amigo gay fogem para o nordeste da Inglaterra a procura de uma aventura                                                                                  |
| Schlafes Bruder                                           | Joseph Vilsmaier                            | Alemanha                             | Drama, Romance, Musical     | André Eisermann, Dana Vávrová, Ben Becker, Jochen Nickel, Jürgen Schornagel, Paulus Manker                                    | |
| Sebastian                                                 | Svend Wam                                   | Suécia, Noruega                      | Drama                       | Hampus Björck, Nicolai Cleve Broch, Ewa Fröling, Helge Jordal, Rebecka Hemse, Lena Olander, Emil Lindroth                     | trad. Quando Todo Mundo Sabe Também conhecido como När alla vet Segue um adolescente homossexual tentando se assumir                                                         |
| The Second Coming                                         | Jack Walsh                                  | EUA                                  | Ficção Científica, Drama    | John Connally, Jeff Constan, Wendee Curtis, Eddie Daniels, Desi del Valle, Al Giordano                                        | História futurística onde dois adolescentes se apaixonam na escola apesar do racismo e da homofobia                                                                          |
| Seduction of Innocence                                    | Alin Bijan                                  | EUA                                  | Drama                       | Danielle Petty, T.J. Myers, John McCalmont, Erica Palmer, Ben Loggins, Mark Hanson, Milton Killen                             | Um garota vai visitar sua irmã e descobre que ela é uma stripper, vive com uma lésbica, e está envolvida com traficantes                                                     |
| Serving in Silence: The Margarethe Cammermeyer Story      | Jeff Bleckner                               | EUA                                  | Drama                       | Glenn Close, Judy Davis, Jan Rubeš, Wendy Makkena, Mary Newcombe, Susan Barnes, Eric Dane, Ryan Reynolds                      | Mostra eventos da vida da Coronel Margarethe Cammermeyer que levaram a sua aposentadoria da Guarda Nacional de Washington sob a política de exclusão gay do Exército dos EUA |
| Sex Warriors and the Samurai                              | Nick Deocampo                               | Filipinas                            | Curta, Documentário         | Nick Deocampo | Sobre uma travesti de Manila que vai ao Japão uma vez por ano |
| Shinjuku Triad Society (新宿黒社会 チャイナ マフィア戦争) | Takashi Miike                               | Japão                                | Crime                       | Kippei Shiina, Takeshi Caesar, SABU, Kazuhiro Mashiko, Shinsuke Izutsu, Eri Yu                                                | Um policial persegue um homem gay que é o líder de uma tríade |
| Shinjuku Boys                                             | Kim Longinotto, Jano Williams               | Reino Unido, Japão                   | Documentário                | Gaish, Tatsu, Kazuki, Abe, Kumi                                                                                               | Segue três homens trans que trabalham em um maid café voltado para mulheres                                                                                                  |
| Showgirls                                                 | Paul Verhoeven                              | EUA, França                          | Drama, Erótico              | Elizabeth Berkley, Kyle MacLachlan, Gina Gershon, Glenn Plummer, Robert Davi, Alan Rachins, Gina Ravera                       | |
| Siren                                                     | Sarah Swords                                | Reino Unido                          | Erótico, Drama              | Sally Golding, Yolande Davis, Gail Davidson, Kim Eden, Catherine Brady, Kirsty Maye                                           | Uma fotógrafa se apaixona por uma escritora nesta erótica escrita por lésbicas para lésbicas                                                                                 |
| Skin Deep                                                 | Midi Onodera                                | Canadá                               | Drama                       | Natsuko Ohama, Melanie Nicholls-King, Keram Malicki-Sánchez                                                                   | Uma cineasta que quer fazer um filme sobre tatuagens termina seu relacionamento com sua secretária e contrata uma pessoa andrógena                                           |
| Stadtgespräch                                             | Rainer Kaufmann                             | Alemanha                             | Comédia, Romance            | Katja Riemann, August Zirner, Martina Gedeck, Kai Wiesinger, Moritz Bleibtreu, Karin Rasenack                                 | Uma mulher com medo de nunca se acasar é convencida por seu irmão gay a colocar um anuncio no jornal                                                                         |
| Stonewall                                                 | Nigel Finch                                 | EUA, Reino Unido                     | Drama, Comédia              | Guillermo Díaz, Frederick Weller, Brendan Corbalis, Duane Boutte, Bruce MacVittie, Peter Ratray                               | |
| Sukebe-zuma: otto no rusu ni (すけべ妻 夫の留守に)        | Hisayasu Satô                               | Japão                                | Comédia, Drama              | Yumi Yoshiyuki, Kôichi Imaizumi, Kiyomi Itō, Kinako, Setsuhiko Kobayashi, Taketoshi Watari                                    | Explora as aventuras sexuais malucas de várias mulheres |
| Take It Out In Trade: The Outtakes                        | Edward D. Wood Jr.                          | EUA                                  | Comédia                     | Linda Colpin, Jack Harding, Elaine Jarrett, James Kitchens, Judith Koch, Louis Ojena                                          | Uma compilação de erros de gravação do filme softcore Take It Out in Trade de 1970                                                                                           |
| Tender Fictions                                           | Barbara Hammer                              | EUA                                  | Documentário                | Barbara Hammer | Autobiografia com contos íntimos da infância da diretora como uma jovem lésbica                                                                                              |
| Terrified                                                 | James Merendino                             | EUA                                  | Suspense, Mistério, Erótico | Heather Graham, Lisa Zane, Paul Herman, Max Perlich, Rustam Branaman, Kane Picoy                                              | [ 128 ] |
| Der Totmacher                                             | Romuald Karmakar                            | Alemanha                             | Biográfico                  | Götz George, Jürgen Hentsch, Hans-Michael Rehberg, Pierre Franckh, Matthias Fuchs, Marek Harloff                              | Sobre o serial killer Fritz Haarmann |
| To Wong Foo, Thanks for Everything! Julie Newmar          | Beeban Keedron                              | EUA                                  | Comédia                     | Wesley Snipes, Patrick Swayze, John Leguizamo, Stockard Channing, Blythe Danner, Jason London, Chris Penn                     | |
| Total Eclipse                                             | Agnieszka Holland                           | Reino Unido, França, Bélgica, Itália | Drama, Romance, Histórico   | Leonardo DiCaprio, David Thewlis, Romane Bohringer, Dominique Blanc, Felicie Pasotti Cabarbaye                                | Sobre o relacionamento entre Paul Verlaine e Arthur Rimbaud, poetas franceses do século XIX                                                                                  |
| Trailer Camp                                              | Jenni Olson                                 | Canadá                               | Documentário                | | Colagem de inúmeros trailers de diversos filmes |
| The Transformation                                        | Susana Aikin, Carlos Aparicio               | EUA                                  | Documentário                | | Segue uma das protagonistas trans do documentário The Salt Mines de 1990, que descobre que é soropositiva                                                                    |
| Unbound                                                   | Claudia Morgado Escanilla                   | Canadá                               | Curta, Documentário         | Carmen Aguirre, Timocka Berhane, Simun Ismail, Diane Philips                                                                  | Um documentério paródia sobre peitos onde dezesseis mulheres falam sobre suas experiências os tendo                                                                          |
| Under Lock and Key                                        | Henri Charr                                 | EUA                                  | Ação, Drama                 | Wendi Westbrook, Stephanie Ann Smith, Barbara Niven, Taylor Leigh, Trisha Berdot                                              | trad. A Chave do Poder Uma agente do FBI vai disfarçada para uma prisão feminina para encontar evidências                                                                    |
| Uomini Uomini Uomini                                      | Christian De Sica                           | Itália                               | Comédia                     | Christian De Sica, Massimo Ghini, Alessandro Haber, Leo Gullotta, Monica Scattini, Paolo Conticini                            | Segue as desventuras quatro amigos gays na casa dos 40 anos |
| A Village Affair                                          | Moira Armstrong                             | Reino Unido                          | Romance, Drama              | Sophie Ward, Kerry Fox, Nathaniel Parker, Jeremy Northam, Claire Bloom, Peter Jeffrey                                         | Em um vilarejo inglês, uma mulher casada tem um caso com uma jovem aristocrata                                                                                               |
| Vintage: Families of Value                                | Thomas Allen Harris                         | EUA                                  | Documentário                | Thomas Allen Harris, Vanessa Eaddy, Anni Cammett, Lyle Ashton Harris, Adrian Jones, Paul Eaddy                                | Um exame de três famílias negras pelos olhos de irmãos gays e lésbicas |
| When Night is Falling                                     | Patricia Rozema                             | Canadá                               | Romance, Drama              | Pascale Bussières, Rachael Crawford, Henry Czerny, David Fox, Don McKellar, Tracy Wright                                      | trad. Quando a Noite Cai Uma professora comprometida se apaixona por uma artista circense                                                                                    |
| Why I’ll Never Trust You (In 200 Words or Less)           | Cassandra Nicolaou                          | Canadá                               | Curta                       | Valerie Buhagiar, Stephanie Morgenstern                                                                                       | [ 137 ] |
| Wigstock: The Movie                                       | Barry Shils                                 | Alemanha, EUA                        | Documentário                | RuPaul, Crystal Waters, Deee-Lite, Jackie Beat, Debbie Harry, Leigh Bowery, Joey Arias, Alexis Arquette                       | Sobre Wingstock, o festival anual de música drag sediado em Manhattan dos anos 80 até os 90                                                                                  |
| Wild Side                                                 | Donald Cammell                              | Reino Unido, EUA                     | Ação, Suspense              | Anne Heche, Christopher Walken, Joan Chen, Steven Bauer, Allen Garfield, Adam Novak                                           | |
| Wir zusammen allein mit dir                               | Wilma Kottusch                              | Alemanha                             | Drama                       | Thomas Kretschmann, Dirk Martens, Teresa Harder, Carla Hagen                                                                  | Uma criança é abandonada na escola em que um jovem trabalha, então ela a leva pra casa e passa a cuidar dela com a ajuda do namorado                                         |
| Witch Academy                                             | Fred Olen Ray                               | EUA                                  | Comédia, Terror, Fantasia   | Suzanne Ager, Priscilla Barnes, Michelle Bauer, Veronica Carothers, Ruth Collins, Don Dowe                                    | [ 139 ] |